# 재중 한국인
재중 한국인은 중국에 거주하는 한국인을 가리킨다. 현재 재중 한국인은 중국(홍콩포함)에 거주하고 있는 한국 국적의 총 인구는 369,349명에 이르는 것으로 알려져 있다.

## 유래
현재 주로 가리키는 재중 한국인들은 1992년 한중수교 이후 사업, 유학, 결혼 등으로 입국한 한국인들이다.
재중 한국인들은 주로 베이징 왕징 지역에 다수가 거주하고 있으며 상하이, 광저우, 칭다오 등에도 상당수가 거주하고 있다.